# Bundesstraße 412
De Bundesstraße 412 (afkorting: B 412) is een bundesstraße in de Duitse deelstaat Rijnland-Palts.
De weg begint in Brohl-Lützing en loopt via Burgbrohl naar Döttingen. De weg is 39 kilometer lang.

## Routebeschrijving
De B412 begint in de afrit Brohl-Lützing in het zuiden van Brohl-Lützing aan de B9 op de rechter oever van de Rijn. De weg loopt door Burgbrohl naar de afrit Niederzissen waar ze aansluit op de A61.
Vervanging
Tussen de afrit Niederzissen en de afrit Wehr is de B412 vervangen door de A61.
Voortzetting
Vanaf de afrit Wehr loopt de weg langs Kempenich en Hohenleimbach naar Döttingen waar hij aansluit op de B258.

## Geschiedenis
De B412 is na de aanleg van de A61 in de jaren '70 goed uitgebouwd om de afgelegen Nürburgring met het hoofdwegennet te verbinden.

## Verkeersintensiteiten
In 2010 reden dagelijks 4.000 tot 7.300 voertuigen ten oosten van de A61 en 4.700 tot 6.100 voertuigen ten westen ervan.
B1 · B3 · B7 · B8 · B9 · B10 · B26 · B27 · B35 · B37 · B38 · B39 · B40 · B41 · B42 · B43 · B43a · B44 · B45 · B47 · B48 · B49 · B50 · B51 · B52 · B53 · B54 · B55 · B55a · B56 · B56n · B57 · B58 · B59 · B61 · B62 · B63 · B64 · B65 · B66 · B66n · B67 · B68 · B70 · B80 · B83 · B84 · B219 · B220 · B221 · B223 · B224 · B225 · B226 · B227 · B228 · B229 · B230 · B231 · B233 · B234 · B235 · B236 · B237 · B238 · B239 · B241 · B249 · B250 · B251 · B252 · B253 · B254 · B255 · B256 · B257 · B258 · B259 · B260 · B261 · B262 · B263 · B264 · B265 · B266 · B267 · B268 · B269 · B270 · B271 · B272 · B274 · B275 · B277a · B278 · B279 · B284 · B288 · B323 · B324 · B326 · B327 · B399 · B400 · B403 · B405 · B406 · B407 · B409 · B410 · B411 · B412 · B413 · B414 · B416 · B417 · B418 · B419 · B420 · B421 · B422 · B423 · B424 · B426 · B427 · B428 · B429 · B448 · B449 · B450 · B451 · B452 · B453 · B454 · B455 · B456 · B457 · B458 · B459 · B460 · B469 · B473 · B474 · B475 · B476 · B477 · B478 · B479 · B480 · B481 · B482 · B483 · B484 · B485 · B486 · B487 · B488 · B489 · B499 · B504 · B506 · B507 · B508 · B509 · B510 · B511 · B513 · B514 · B515 · B516 · B517 · B519 · B520 · B521 · B525 · B528 · B611